# وليام هوتكينس
وليام هوتكينس (بالإنجليزية: William Hootkins)‏ مواليد 5 يوليو 1948 في دالاس، الولايات المتحدة - الوفاة 23 أكتوبر 2005 في سانتا مونيكا، الولايات المتحدة، هو ممثل أمريكي.

## الأعمال

### أفلام
- حرب النجوم (1977)
- شارع هانوفر (1979)
- توقيت سيء (1980)
- أبو الهول (1981) (بدور: دون)
- سارقو التابوت الضائع (1981) (بدور: ميجور إيتون)
- ليال بيضاء (1985)
- باتمان (1989)
- النهر يجري من خلالها (1992) (بدور: ميرفي)
- صانع المعجزات (2000)

### مسلسلات
- ريمنغتون ستيل (1983)
- أجاثا كريستي بوارو (1990)
- مذكرات الشاب إنديانا جونز (1992)
- الكراغل (1995)
- الجناح الغربي (2004)

### ألعاب فيديو
- كراش بانديكوت 3: واربد

## روابط خارجية
- وليام هوتكينس على موقع IMDb (الإنجليزية)
- وليام هوتكينس على موقع ألو سيني (الفرنسية)
- وليام هوتكينس على موقع ميوزك برينز (الإنجليزية)
- وليام هوتكينس على موقع أول موفي (الإنجليزية)
- وليام هوتكينس على موقع قاعدة بيانات الأفلام السويدية (السويدية)
- وليام هوتكينس على موقع قاعدة بيانات الفيلم (الإنجليزية)
- وليام هوتكينس على موقع كينوبويسك (الروسية)